# Rancho Nuevo, Santa Ana Maya
Rancho Nuevo är en ort i Mexiko.   Den ligger i kommunen Santa Ana Maya och delstaten Michoacán de Ocampo, i den centrala delen av landet, 210 km väster om huvudstaden Mexico City. Rancho Nuevo ligger 1 847 meter över havet och antalet invånare är 337.
Terrängen runt Rancho Nuevo är kuperad åt nordost, men åt sydväst är den platt. Runt Rancho Nuevo är det ganska tätbefolkat, med 166 invånare per kvadratkilometer. Närmaste större samhälle är Uriangato, 15,5 km nordväst om Rancho Nuevo. I omgivningarna runt Rancho Nuevo växer huvudsakligen savannskog.